# Tombeau des Scipions
Le tombeau des Scipions (en latin : sepulcrum Scipionum), appelé aussi « hypogée des Scipions » (Scipionum hypogaeum), est une tombe collective de l'époque romaine, commune à la famille patricienne des Scipions. Il a servi à l'inhumation des membres de cette famille sous la République romaine, du début du IIIe siècle av. J.-C. au début du Ier siècle av. J.-C. Puis il fut abandonné et son emplacement oublié au cours des siècles suivants. Il se trouve à Rome, au bord de la Voie Appienne, dans le rione Celio.
Le tombeau a été retrouvé à deux reprises, la dernière fois en 1780. Il est situé au pied d'une colline et accessible au niveau des numéros 9 et 12 de la Via di Porta San Sebastiano, à Rome. Il peut être visité : le lieu a été acheté par la ville en 1880, à l'initiative de Rodolfo Amedeo Lanciani. L'entrée actuelle de la tombe ne se fait pas par l'entrée principale d'origine, mais par une ouverture pratiquée dans le flanc de la colline. Après la redécouverte du tombeau, quelques restes humains ont été déplacés et réinhumés avec les honneurs. Le mobilier et les sarcophages ou fragments de sarcophages subsistants sont exposés au musée Pio-Clementino, au Vatican, à partir de 1912. Le sépulcre est creusé à même la roche, avec des vestiges d'une façade monumentale plus tardive.
Au temps de la République, la tombe se trouvait incluse dans un cimetière destiné aux notables et leurs familles, dans l'angle formé par la Via Appia et la Via Latina, à l'endroit où elles se séparent. Elle était située à l'origine en dehors de la ville, non loin de l'endroit où la Via Appia traversait la muraille Servienne, par la porte Capène. Au cours des siècles ultérieurs, les constructions changèrent complètement l'aspect du lieu : le mur d'Aurélien a reporté les limites de la ville au-delà de ces anciens terrains extérieurs, la sortie de la Via Appia se faisant désormais par la Porta Appia, plus tard rebaptisée Porta San Sebastiano.

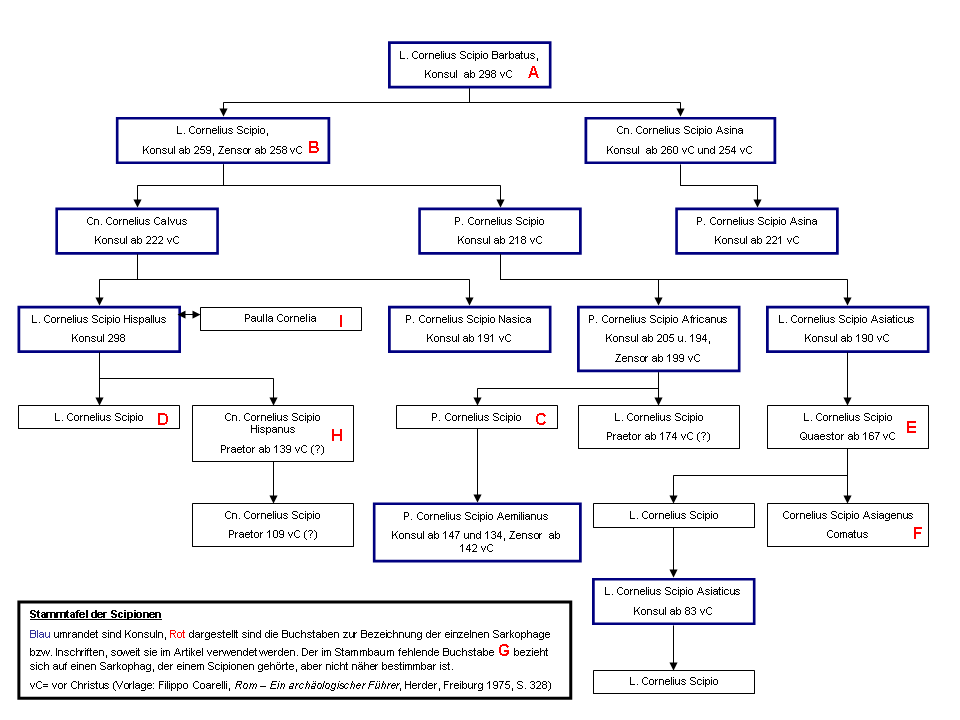
Généalogie des Scipions (le personnage E correspond au D de l'article)

## Histoire

### Période où le tombeau était en usage
Le tombeau a été fondé au tout début du IIIe siècle av. J.-C., après l'ouverture de la Via Appia en 312 av. J.-C., probablement par le chef de cette famille, Lucius Cornelius Scipio Barbatus, consul en 298 av. J.-C.. Il en est le premier occupant connu, mort vers 280 av. J.-C. Son sarcophage est le seul à être parvenu entier jusqu'à nous : il fait maintenant partie des collections des musées du Vatican, présenté avec son inscription d'origine. Selon Coarelli, la capacité de 30 places a été atteinte vers le milieu du IIe siècle av. J.-C., mais de nouvelles inhumations ont continué à être pratiquées à de longs intervalles jusqu'au Ier siècle av. J.-C.
Le tombeau a accueilli les restes d'une personne extérieure à la famille des Scipions, le poète Ennius, qui avait, selon Cicéron sa statue de marbre à l'intérieur de la tombe. Aucun des Scipions les plus connus (l'Africain, l'Asiatique et Hispanicus) n'a été enterré ici : selon Tite-Live et Sénèque, ils furent inhumés dans leur villa de Literne.
Les inscriptions sur les sarcophages suggèrent également que l'hypogée a été complet vers -150. À cette époque est venue s'y appuyer une autre chambre quadrangulaire, sans passage vers l'hypogée, où furent enterrés quelques autres membres de la famille. La création d'une solennelle façade « rupestre » date aussi de cette période. La décoration, attribuée à l'initiative de Scipion Émilien, est un bel exemple de l'hellénisation de la culture romaine au cours du IIe siècle av. J.-C. : le tombeau devint une sorte de musée familial, perpétuant le souvenir des actes de ses occupants.
La dernière utilisation connue de la tombe se situe durant la période claudio-néronienne, lorsque la fille et le petit-fils de Gnaeus Cornelius Lentulus Gaetulicus y furent enterrés. Ces inhumations tardives correspondent peut-être à une tentative pour rappeler l'ascendance de ces personnages à la famille des Scipions. Les réparations sur la tombe ont continué jusqu'au IVe siècle. Après quoi les Romains christianisés ont apparemment cessé de l'entretenir, jusqu'à en perdre trace.

### Redécouvertes et publications

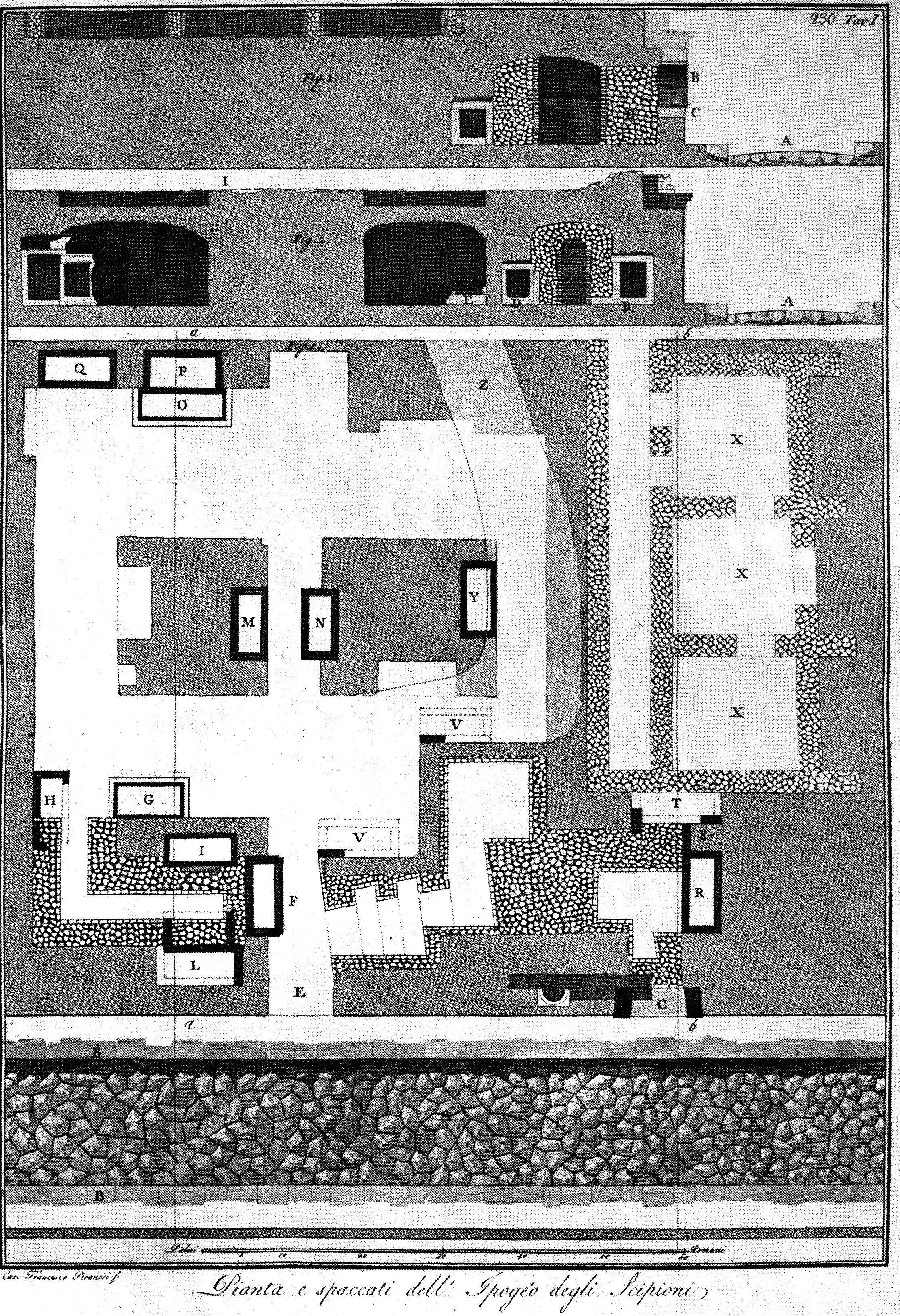
Dessin basé sur celui de Piranèse, critiqué par Lanciani comme trop idéalisé.

Seule la direction générale de la tombe, longée au sud par la Via Appia, était connue par les sources écrites. Mais on ne savait trop si on devait la chercher à l'intérieur ou à l'extérieur de la ville, apparemment sans qu'on prît conscience que la ville s'était élargie au-delà de ses anciennes limites et avait fini par inclure tout ce secteur. Le tombeau a été redécouvert en 1614 dans un vignoble, et alors ouvert (le terme de « fouille » ne s'applique pas dans le contexte de l'époque) : on trouva deux sarcophages, et l'inscription (titulus) de Lucius Cornelius, fils de Barbatus, consul en 259, en fut détachée et vendue. Elle changea plusieurs fois de mains avant de rejoindre la collection et fut publiée, en attendant, par Giacomo Sirmondo en 1617 dans son Antiquae inscriptionis, qua L. Scipionis Barbati, filii expressum est elogium, explanatio. Cette utilisation du mot elogium en est venue à s'appliquer à l'ensemble de la collection (Elogia Scipionum).
Le propriétaire de 1614 ne modifia pas le tombeau et n'en fit aucune publicité. Il le fit refermer, l'entrée en fut dissimulée, son emplacement resta secret, et son souvenir fut à nouveau perdu, en dépit de la publication de l'inscription. En 1780, les propriétaires de la vigne, les frères Sassi, qui, apparemment n'avaient aucune idée de sa présence, firent irruption dans la tombe au cours d'un remodelage de leur cave à vin. Ils l'ouvrirent aux savants de l'époque. Quelqu'un, peut-être eux, brisa les dalles de couverture des loculi, avec l'intention évidente d'accéder au contenu, en prenant garde de préserver les inscriptions. Si l'acte doit être attribué aux Sassi, et si le motif de la chasse au trésor est à leur imputer, il est certain qu'ils n'en ont découvert aucun. Ce qu'ils trouvèrent fut remis au Vatican sous le pape Pie VI, y compris la bague-sceau en or retirée d'une phalange de Barbatus. Apparemment, certains éléments maçonnés ont été placés dans la tombe, on ne sait trop dans quel but.
Le tombeau a été publié à Rome en 1785 par Francesco Piranesi dans ses Monumenti degli Scipioni. Francesco achevait ainsi l’œuvre commencée par son père, Giovanni Battista Piranesi, mort en 1778. La précision des dessins dans ce travail du père et du fils laisse fortement à désirer. Par exemple, le corridor contenant le cercueil de Barbatus est montré complet, alors qu'il s'est toujours terminé dans la roche.
La tombe a ensuite été de nouveau négligée - mais pas perdue - jusqu'à l'achat du terrain par la ville. Elle a été restaurée en 1926 par la Xe Ripartizione de la Commune de Rome. À cette époque, les maçonneries mises en place en 1616 et 1780 furent retirées. À l'heure actuelle, la tombe contient des copies des éléments conservés au Vatican et elle est bien entretenue. Certaines parties jugées susceptibles de s'effondrer ont été étayées.

## Art et architecture

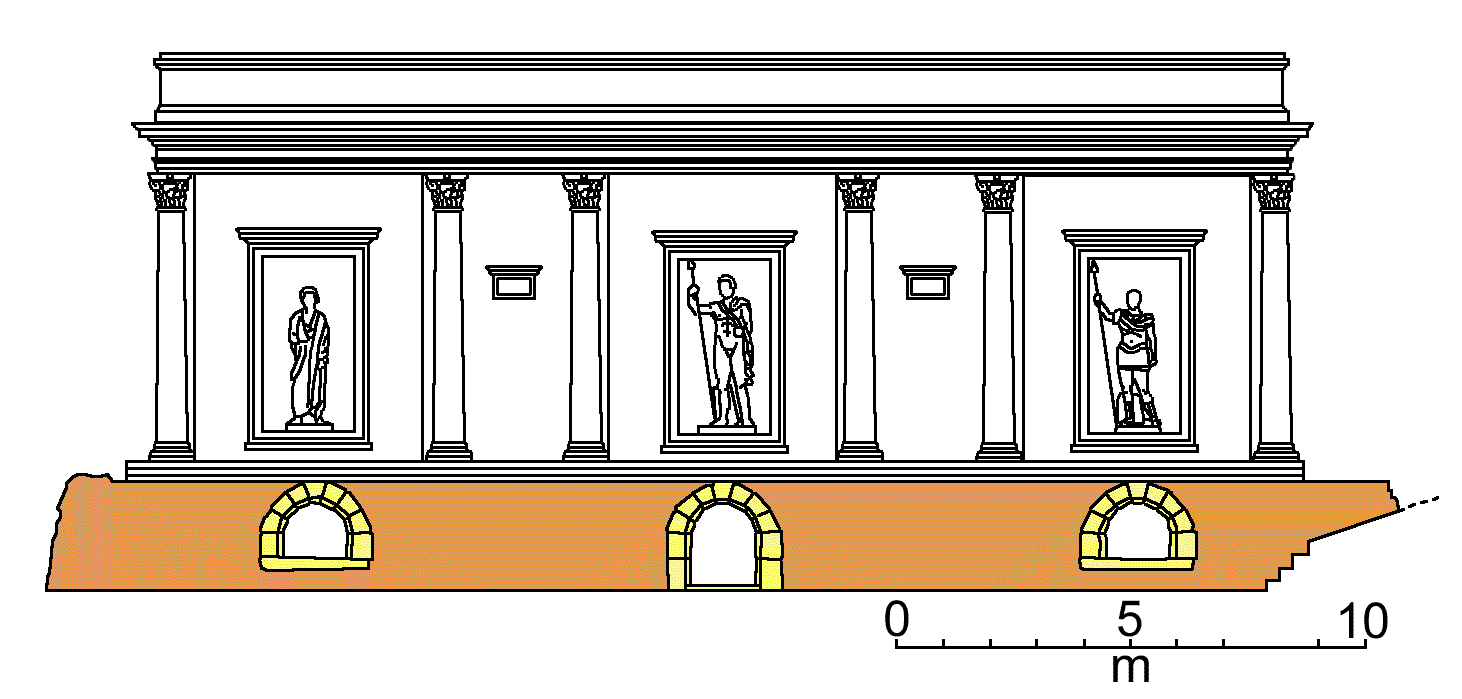
Vue en élévation de la façade (vers -150/-100), reconstituée par Filippo Coarelli.

Le monument est divisé en deux parties distinctes : le complexe principal, creusé dans un rebord de tuf sur un grand plan carré, et une voûte de brique d'une période postérieure, avec une entrée séparée. Le point de vue exprimé par Samuel Bell Platner (entre autres) que le tombeau a été construit dans une carrière de tuf est purement conjectural. Il n'existe aucune preuve pour l'infirmer ou le confirmer.
La pièce centrale est divisée par quatre grands piliers, laissés durant les fouilles pour éviter l'effondrement de l'hypogée, avec quatre longues arcades sur les côtés et deux galeries centrales qui se croisent à angle droit, donnant l'apparence d'un plan en damier.
De la façade solennelle qui s'ouvrait au nord-est, seule subsiste une petite partie de l'extrémité droite, avec quelques restes de peintures murales. Elle était constituée d'un haut podium surmonté d'une corniche de style sévère, sous laquelle étaient creusées trois voûtes en pierre de taille de tuffeau de l'Aniene : l'une conduisait à l'entrée de l'hypogée central, l'autre à la nouvelle salle (à droite), tandis que la troisième (à gauche) était restée purement décorative et ne menait nulle part. Cette base était entièrement couverte de fresques, dont il ne reste que de rares éléments, laissant voir trois couches : les deux plus anciennes (milieu du IIe siècle av. J.-C.) montrent des scènes historiques (on distingue quelques figures de soldats), tandis que la dernière ne présente qu'une décoration rouge avec des vagues stylisées (Ier siècle apr. J.-C.).
Plus spectaculaire était la partie supérieure de la façade, avec un agencement tripartite, des demi-colonnes et trois niches dans lesquelles (selon Tite-Live) étaient placées les statues de Scipion l'Africain, de son frère Scipio Asiaticus et du poète Ennius, auteur d'un poème intitulé Scipio.
Sur la gauche, une grande cavité circulaire a détruit un coin de la tombe, probablement due à la construction et à l'utilisation d'un four à chaux durant la période médiévale.

## La prétendue «tête d'Ennius»

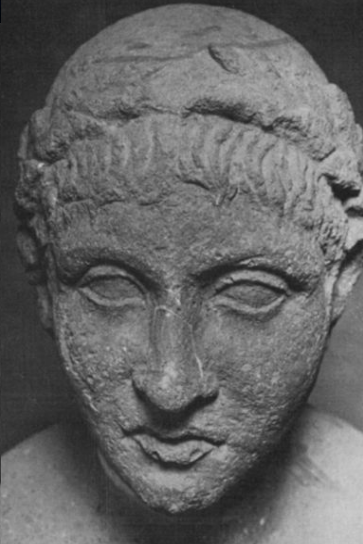
« Tête d'Ennius ».

Deux têtes en tuf de l'Aniene provenant de la tombe sont maintenant aux musées du Vatican. Découvertes en 1934, elles ont été immédiatement volées. La première tête (24 cm de haut) passe pour être celle d'Ennius, qui avait sa statue sur la façade de l'hypogée, selon Tite-Live, mais cette attribution est certainement erronée, étant donné que les sources indiquent que la statue d'Ennius était en marbre, et non en tuf. On ne sait pas à quel endroit de l'hypogée les têtes ont été trouvées, et elles sont probablement des portraits d'autres occupants de la tombe. La position légèrement inclinée du cou a amené à considérer que la première tête appartenait à une statue plus grande, peut-être une figure couchée pour un banquet, provenant d'un couvercle de sarcophage, d'un type commun dans le sud de l’Étrurie au début du IIIe siècle av. J.-C.La modélisation de la tête présente un visage arrondi, aux lèvres saillantes, avec un nez large et de longues paupières. Les cheveux sont vaguement indiqués et la tête porte une couronne de lauriers. Cette tête remonte probablement à la fin du IIe siècle av. J.-C., quand le style étrusque du Latium a subi ses premières influences grecques.

## Sarcophages et inscriptions

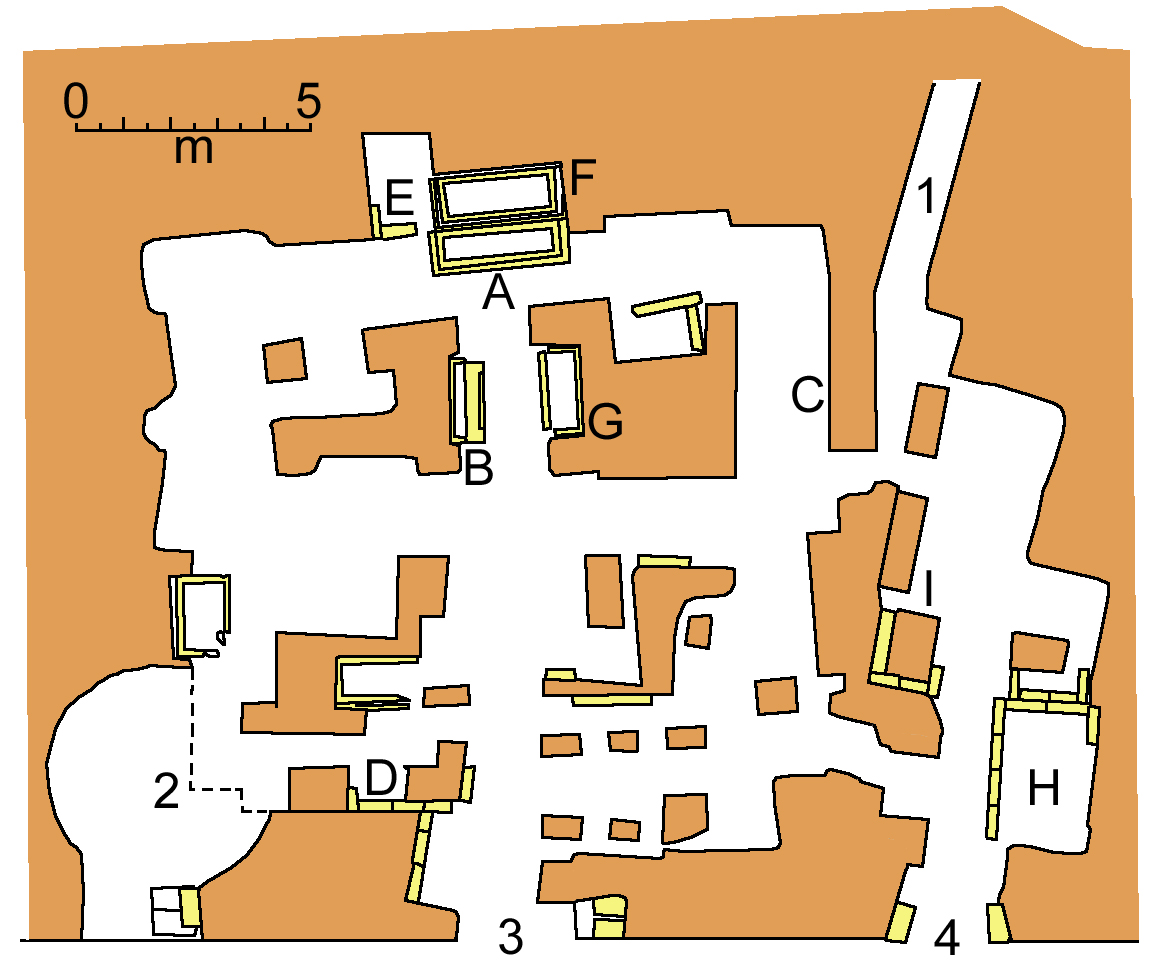
Plan de la tombe, d'après Filippo Coarelli.
1. Ancienne entrée donnant sur le cimetière ; 2. La calcinara, structure circulaire intrusive (four à chaux médiéval) ; 3. Entrée voûtée moderne (no 6 de la rue) ; 4. Entrée des nouvelles chambres (no 12 de la rue) ; A - I Sarcophages ou loculi avec inscriptions.

Les trente tombes correspondent approximativement au nombre des Scipions ayant vécu entre le début du IIIe et le milieu du IIe siècle av. J.-C., selon Coarelli. Il existe deux types de sarcophages : monolithiques (c'est-à-dire sculptés à partir d'un seul bloc de tuf) et construits. Le second type est le plus souvent un évidement en arc creusé dans le mur dans lequel le défunt a été placé, l'ouverture étant couverte par une dalle gravée avec des lettres peintes en rouge. On appelle souvent ces cavités loculi. Les évidements sont visibles sur place, mais les dalles ont été transportées au Vatican. Le sarcophage monolithique de Barbatus était au bout du couloir principal, en ligne avec ce qui a déjà pu être une fenêtre, maintenant l'entrée de l'hypogée. Les autres sarcophages des deux types ont été ajoutés plus tard, à mesure du creusement des autres chambres et couloirs.
Les sarcophages les plus importants sont ceux de Scipion Barbatus, désormais aux musées du Vatican, et celui qui est considéré comme celui d'Ennius. Ils ne correspondent pas entièrement à la sculpture étrusque, mais montrent les éléments de l'originalité de la culture latine et plus particulièrement romaine, et sont comparables à d'autres tombes romaines comme la nécropole de l'Esquilin ou à celles de Tusculum.

### Sarcophage de Scipio Barbatus (A)

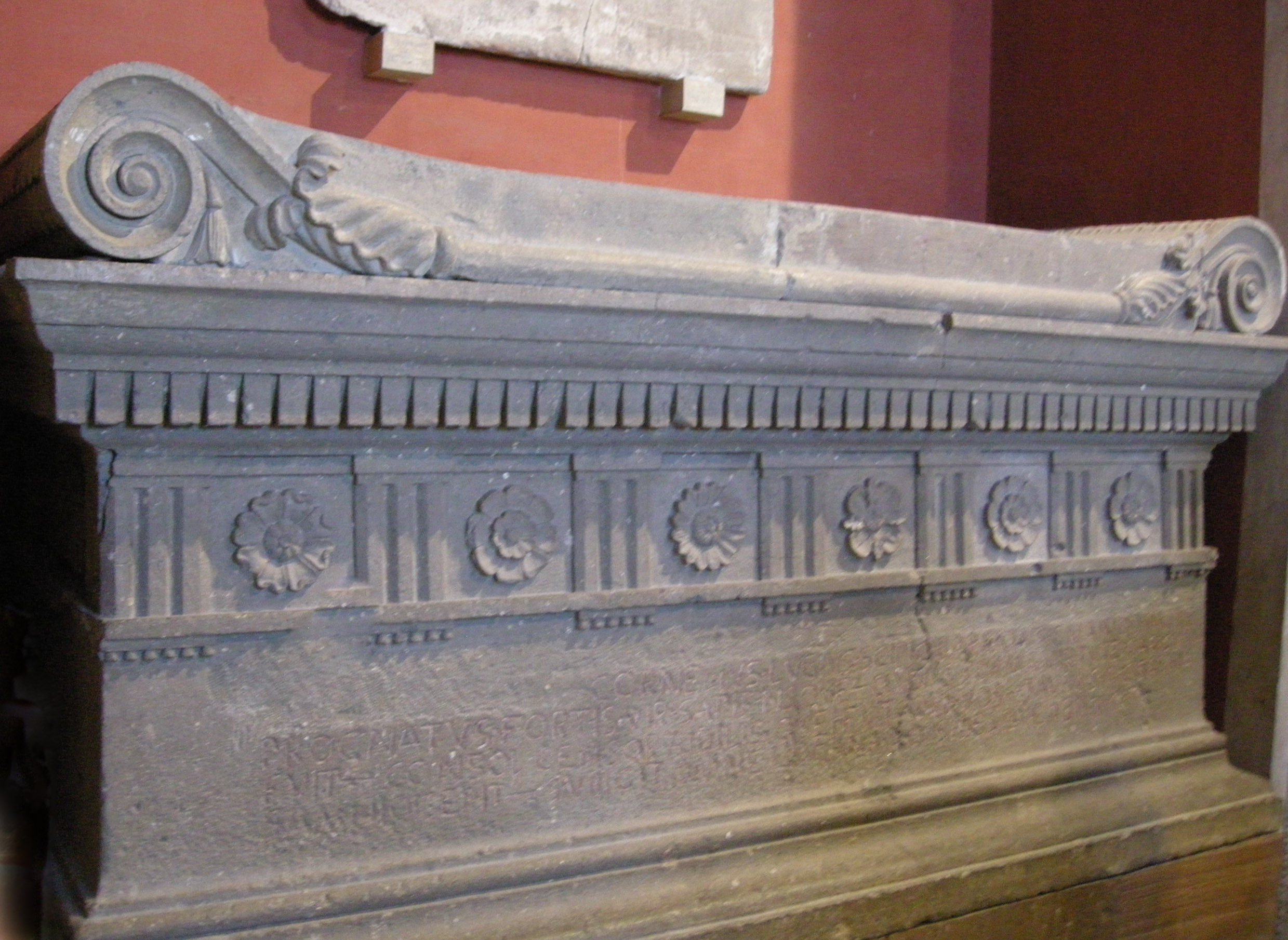
Sarcophage de Scipio Barbatus

Le nom est gravé sur le couvercle du seul sarcophage demeuré intact (certains détails décoratifs ont été restaurés) (CIL VI,1284) (ou CIL I², 6-7) et l'épitaphe (CIL VI,1285) est située sur le devant. Les lettres étaient à l'origine peintes en rouge. Un panneau décoratif de style dorique surmonte l'inscription, des roses alternant avec des triglyphes. Le sommet du sarcophage est modelé en forme de coussin.
L'inscription, conservée au Musée Pio-Clementino, au Vatican, est rédigée en latin archaïque et en vers saturniens. Le début - probablement deux vers entiers - a été grossièrement martelé pour des raisons inconnues. Les vers sont séparés par un trait et les mots par un point :

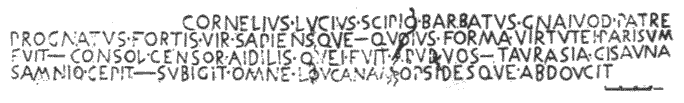
Épitaphe de Scipio Barbatus

(une ligne entière martelée)
(début de ligne martelé) CORNELIVS·LVCIVS·SCIPIO·BARBATVS·GNAIVOD·PATRE
PROGNATVS·FORTIS·VIR·SAPIENSQVE—QVOIVS·FORMA·VIRTVTEI·PARISVMA
FVIT—CONSOL·CENSOR·AIDILIS·QVEI·FVIT·APVD·VOS—TAVRASIA·CISAVNA
SAMNIO·CEPIT—SVBIGIT·OMNE·LOVCANA·OPSIDESQVE·ABDOVCIT
En voici la transcription, en séparant les vers :
Cornelius Lucius Scipio Barbatus Gnaivod patre
prognatus fortis vir sapiensque
quoius forma virtutei parisuma fuit
consol censor aidilis quei fuit apud vos
Taurasia Cisauna Samnio cepit
subigit omne Loucana opsidesque abdoucit.
soit, en latin classique :
Cornelius Lucius Scipio Barbatus, Gnaeo patre
prognatus, fortis vir sapiensque,
cuius forma virtuti parissima fuit
consul, censor, aedilis, qui fuit apud vos ;
Taurasiam, Cisaunam, Samnium cepit,
subigit omnem Lucaniam, obsidesque abducit.
(Cornelius Lucius Scipio Barbatus, descendant de Gnaeus son père, homme courageux et cultivé, dont la beauté n'eut d'égal que le courage, qui fut consul, censeur, édile auprès de vous ; il conquit Taurasia, Cisauna, le Samnium, soumit toute la Lucanie et emmena des otages.)

### Sarcophage de Lucius Cornelius Scipio (B)
Le nom est gravé sur un fragment du couvercle (CIL VI 1286) (ou CIL I², 8-9) et l'épitaphe, de même nature que la précédente, sur un fragment de la dalle (CIL VI 1287). Le nom est peint en lettres rouges. Les deux inscriptions sont fixées sur le mur du musée.

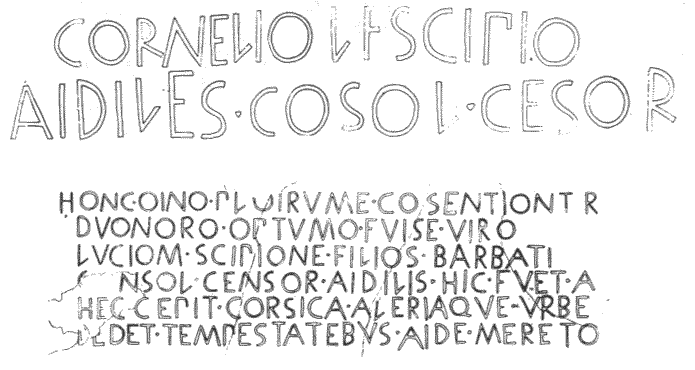
Épitaphe de Lucius Cornelius Scipio

Les deux inscriptions en latin archaïque apparaissent comme suit :
L·CORNELIO·L·F·SCIPIO
AIDILES·COSOL·CESOR
HONC OINO·PLOIRVME·COSENTIONT R
DVONORO·OPTVMO·FVISE·VIRO
LVCIOM·SCIPIONE·FILIOS·BARBATI
CONSOL·CENSOR·AIDILIS·HIC·FVET·A
НЕС·CE PIT·CORSICA·ALERIAQVE·VRBE
DEDET·TEMPESTATEBVS·AIDE·MERETO
ou ainsi, en alphabet moderne :
Honc oino ploirume cosentiont R(omai)
duonoro optumo fuise viro
Luciom Scipione. Filios Barbati
consol censor aidilis hic fuet a(pud vos),
hec cepit Corsica Aleriaque urbe,
dedet Tempestatebus aide mereto(d votam).
soit, en latin classique :
Hunc unum plurimi consentiunt Romae
bonorum optimum fuisse virum
Lucium Scipionem. Filius Barbati,
Consul, Censor, Aedilis hic fuit apud vos.
Hic cepit Corsicam Aleriamque urbem
dedit tempestatibus aedem merito votam.
(La plupart des Romains conviennent que cet homme, Lucius Scipio, fut le meilleur parmi les hommes de bien. Fils de Barbatus, celui-ci fut, auprès de vous, consul, censeur, édile. Il prit la Corse et la cité d'Aléria. Il dédia un temple aux tempêtes par un juste retour.)
Cette inscription est la deuxième des Elogia Scipionum, qui rassemblent les épitaphes conservées du tombeau des Scipions.

### Sarcophage de Publius Cornelius Scipio, Flamen Dialis (C)
L'inscription, rédigée en latin archaïque, est également conservée au Musée Pio-Clementino. Elle est gravée sur deux fragments de dalle séparés, mais sans discontinuité majeure pouvant gêner la lecture (CIL VI 1288) (ou CIL I², 10) :
QVEI·APICEINSIGNE·DIAL[ ]AMINIS·GESISTEI
MORS·PERFE[ ]TVA·VT·ESSENT·OMNIA
BREVIA·HONOS·FAMA·VIRTVS·QVE
GLORIA·ATQVE·INGENIVM·QVIBVSSEI
IN·LONGA·LICV[ ]SET·TIBEVTIER·VITA
FACILE·FACTEI[ ]SVPERASES·GLORIAM
MAIORVM·QVA·RE·LVBENS·TE·INGREMIV
SCIPIO·RECIP[ ]T·TERRA·PVBLI
PROGNATVM·PVBLIO·CORNELI

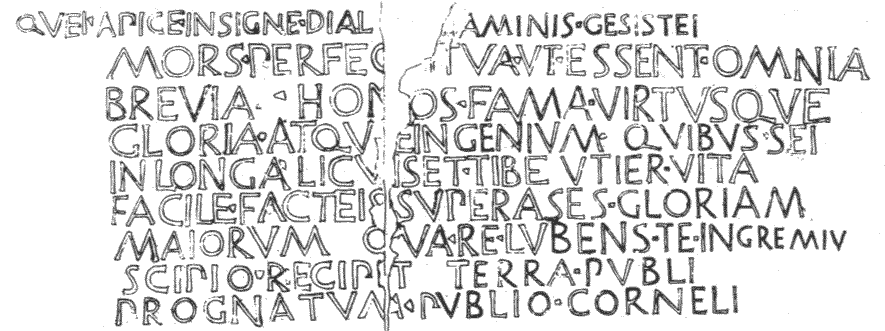
Épitaphe de Publius Cornelius Scipio Africanus Minor

La voici transcrite en alphabet moderne, en comblant les lacunes :
...quei apice insigne Dial[is fl]aminis gesistei |
Mors perfe[cit] tua ut essent omnia | breuia
honos fama uirtusque | gloria atque ingenium
quibus sei | in longa licu[i]set tibe utier uita |
facile facteis superases gloriam | maiorum.
qua re lubens te in gremiu | Scipio recip[i]t
terra Publi | prognatum Publio Corneli.
soit, en latin classique et en séparant les vers :
...qui apicem insigne
Dialis flaminis gessisti, mors perfecit,
Tua ut essent omnia brevia, honos, fama,
Virtusque gloria atque ingenium quibus si
In longa licuisset tibi utier vita,
Facile superasses gloriam maiorum
Quare libens te in gremium Scipio recepit
Terra Publi prognatum Publio Corneli.
(Pour toi qui portas le bonnet distinctif du Flamen Dialis, la mort a coupé court à tout : honneur, renommée et vaillance, gloire et intelligence. S'il t'avait été accordé par une longue vie d'utiliser ces avantages, tu aurais, par tes actions, de loin surpassé la gloire de tes ancêtres. Aussi la Terre te prend-elle de bon gré en son sein, Scipion, Publius Cornelius, fils de Publius.)

### Sarcophage et inscription de Lucius Cornelius Scipio, fils de l'Asiatique (D)
L'inscription du sarcophage (CIL VI 1296) (ou CIL I², 12), conservée au Vatican, est celle de Lucius Cornelius L.f. P.n. Scipio, appartenant probablement à la seconde génération des Cornelii Scipiones Asiatici (en:Lucius Cornelius Scipio Asiaticus#Lucius Cornelius Scipio Asiaticus II).
Tite-Live rapporte que le questeur Lucius Cornelius Scipio fut envoyé auprès du roi Prusias II de Bithynie et l'accompagna à Rome, en -167, lorsqu'il vint en visite officielle. Son père vainquit le roi Antiochus III.

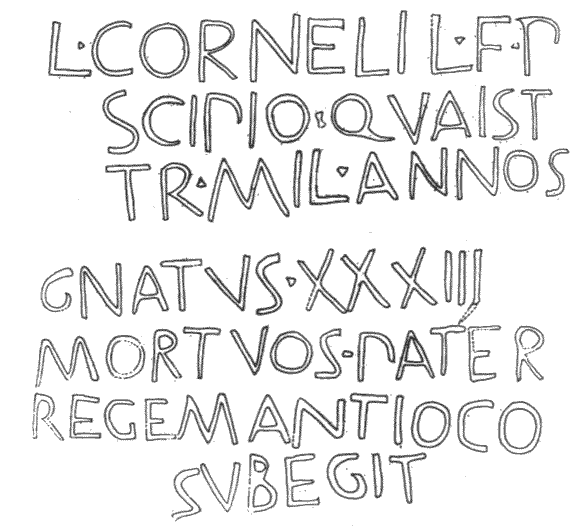
Épitaphe de Lucius Cornelius Scipio Asiaticus II

L'inscription indique :
L·CORNELI L·F P
SCIPIO·QVAIST
TR·MIL·ANNOS
GNATOS XXX·III
MORTVOS·PATER
REGEM ANTIOCO
SVBEGIT
soit, en alphabet modernisé :
L. Corneli. L. f. P. [n]
Scipio, quaist.,
tr. mil., annos
gnatus XXXIII
mortuos. Pater
regem Antioco subegit.
et transposé en latin classique :
Lucius Cornelius Lucii filius Publii [nepos] Scipio
quaestor, tribunus militum, annos natus XXXIII mortuus.
Pater regem Antiochum subegit.
(Lucius Cornelius, fils de Lucius, petit-fils de Publius, Scipion.
Questeur, tribun militaire, mort à l'âge de 33 ans.
Son père a soumis le roi Antiochus.)

### Vestiges du sarcophage et de l'inscription de Paulla Cornelia (F)
Le sarcophage se trouvait dans un renfoncement, derrière celui de Scipion Barbatus.
L'inscription (CIL I², 16) donne :
[P]AVLLA•CORNELIA•CN•F HISPA[L]LI

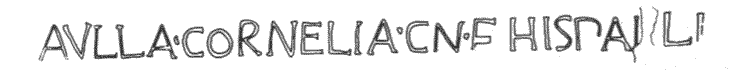
Épitaphe de Paulla Cornelia

(Paulla Cornelia, fille de Gnaeus et épouse d'Hispallus)